# Jerry Cooman
Jerry Cooman (Ninove, 6 januari 1966) is een Belgisch voormalig wielrenner. Hij was beroepsrenner van 1987 tot en met 1994.
In de regionale wedstrijden won Cooman veelal in de massasprint. In 1991 werd hij betrapt op het verboden dihydrocodeine tijdens de Milk Race na controles in Leeds en Liverpool. De twee etappes die hij won gingen naar Chris Walker, die zo 5 etappes won in deze ronde.

## Belangrijkste overwinningen
1981
- Belgisch kampioen op de weg, Nieuwelingen

1987
- GP Dr. Eugeen Roggeman - Stekene

1988
- Nationale Sluitingsprijs, Putte-Kapellen

1989
- Ronde van Limburg (België)

1990
- GP Stad Vilvoorde

1991
- 1e en 12e etappe Milk Race
- 4e etappe Ronde van Zweden
- Rund um Köln
- Omloop van het Waasland, Kemzeke
- Memorial Fred De Bruyne
- GP Zele

1992
- Memorial Fred De Bruyne

## Resultaten in voornaamste wedstrijden
| Jaar | Gent-Wevelgem |
| ---- | ------------- |
| 1988 | 51e           |
| 1991 | 165e          |